# Escuela de cartografía de Dieppe
La escuela de cartografía de Dieppe (del francés: école de cartographie de Dieppe) es famosa por la producción de una gran serie de mapamundis, conocidos como «cartas de Dieppe» [o mapas], realizados en la ciudad portuaria francesa de Dieppe durante el siglo XVI. Dieppe era conocida en ese momento por sus ricos armadores, como Jean Ango,  y por sus navegantes, igualmente famosos, como Jean Cousin o Jean Parmentier.

## Información general

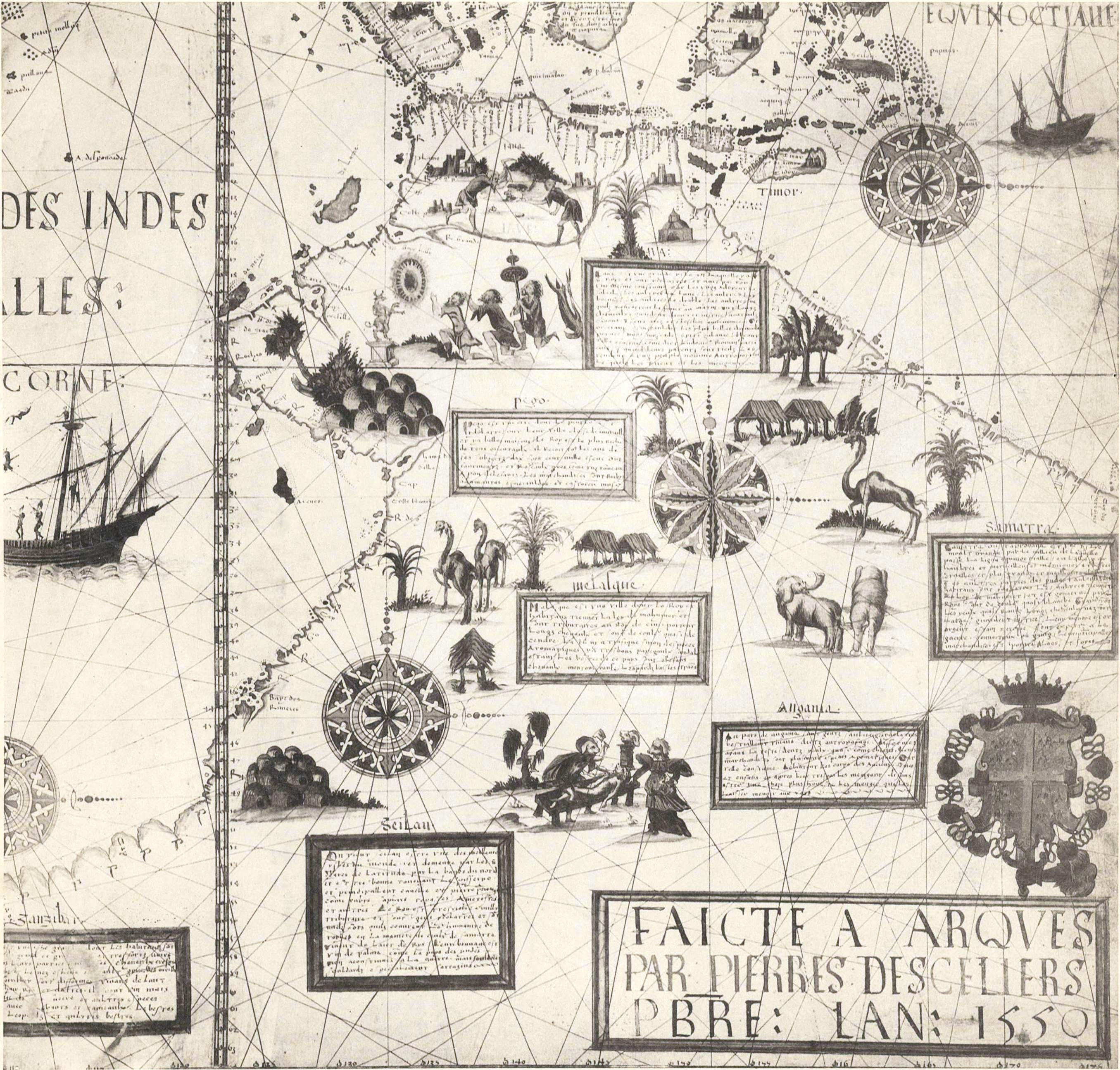
Detalle de un mapa de Australia para Desceliers

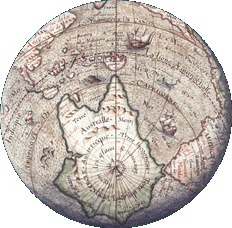
Globo de
Jacques de Vau Claye (1583)

Las cartas o mapas de Dieppe fueron dibujadas entre 1540 y 1585 por cartógrafos importantes, como Pierre Desceliers, Jean Rötz, Guillaume Le Testu, Nicolas Desliens, Nicolas Vallardi o Jacques de Vau Claye. Esos portulanos y globos fueron encargados por ricos mecenas, armadores de Portugal y Francia y por los servicios reales de Enrique II de Francia y Enrique VIII de Inglaterra.
Todas estas cartas llevan inscripciones en francés o portugués y en una jerga franco-portuguesa. Los historiadores modernos creen que la escuela de cartografía Dieppe debía de acoger a cartógrafos portugueses. Es lo mismo que ocurre con el mapa de Cantino, creado en 1502, que indica claramente una fuente portuguesa o española en la base de su realización, a pesar de la política de silencio impuesta por el gobierno portugués (Política sigilio).
Una característica común en la mayoría de los mapamundis de Dieppe es la presencia de rosas de los vientos y de trazos de líneas loxodrómicas, evocando las cartas marinas. Estas cartas marinas son consideradas obras de arte, y muestran una clara evidencia de haber sido hechas para ser extendidas sobre una mesa, conteniendo información sobre los últimos descubrimientos, junto a referencias mitológicas y otras ilustraciones.
Los mapas de Dieppe, describen los primeros intentos franceses de colonizar el Canadá, la conquista del Perú por los españoles y el comercio portugués en los mares que rodean las islas Célebes, Nueva Guinea y Indonesia. Estas mismas cartas pueden llevar incluidas inscripciones del legendario reino de Preste Juan, en Etiopía, o la presencia de legendarias amazonas en Rusia, así como descripciones de los viajes de Marco Polo.
Al igual que con todos los mapas realizados antes del siglo XVII, los mapamundis de Dieppe no tienen representación de longitudes (exceptuando el antemeridiano de Tordesillas). Mientras las latitudes se dan en grados observados por el astrolabio o el cuadrante. La proyección de Mercator apareció el 1568, por lo que no está presente en los mapas de Dieppe.
La escuela de Dieppe desaparece cuando empieza a cobrar pujanza la escuela neerlandesa.
Sarah Toulouse ha publicado una lista detallada de 37 cartas y atlas hechos entre 1542 y 1635 que pertenecen a la escuela de cartografía de Dieppesa o normanda.

## Representación de las costas de Australia

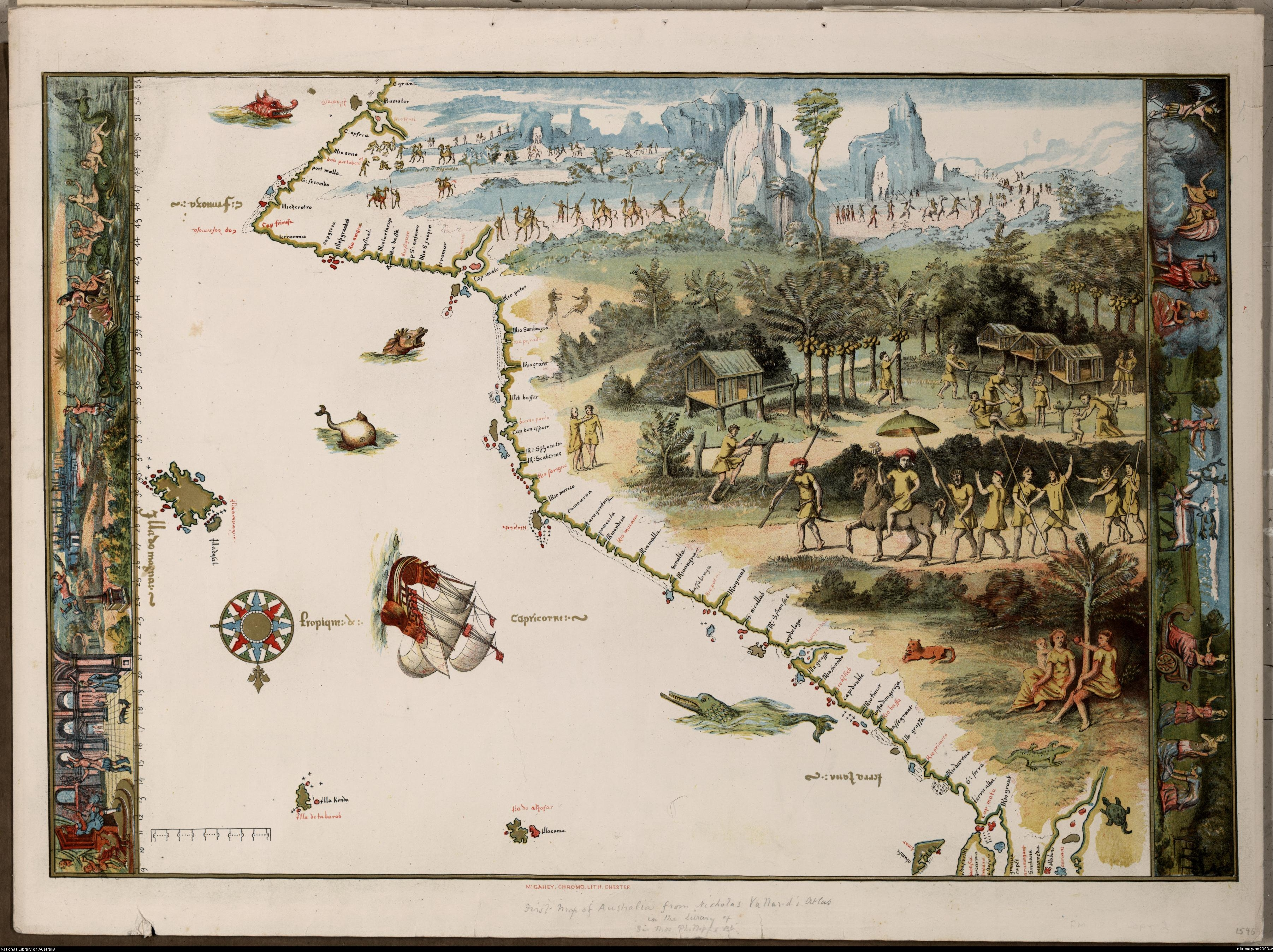
Representación de la costa oriental de Australia (cabeza abajo, comparar con Java la Grande)

Los mapamundis de Dieppe indican conocimientos marítimos de los portugueses y los españoles, que algunos sostienen exploraron la costa de Australia en 1520. La mayoría de las cartas de Dieppe muestran una masa de tierra llamada "Java la Grande'" que se encuentra entre lo que es ahora Indonesia y la Antártida. Como los portugueses estuvieron muy activos en el sureste en 1511 y en Timor Oriental en 1516, algunos investigadores han sugerido que «Java la Grande» era la designación dada por los cartógrafos de Dieppe al territorio australiano, y que ellos elaboraron a partir de documentos portugueses y españoles.

### Argot franco-portugués
Topónimos que aparecen en el mapa Australia first map:
- Illa o Illes (10 veces)
- Rio grant
- Ille grossa
- Basse grant
- Cap Mata
- Golf serra
- Terra alta
- Bassa larga
- Riu malla
- Seralta
- Cap bon espor-
- Bonno parla
- Rio bassa
- Bon final
- Cap groca
- C.grant
- C.aufria
- Port malla
- Illa fermoza

## Bibliografía

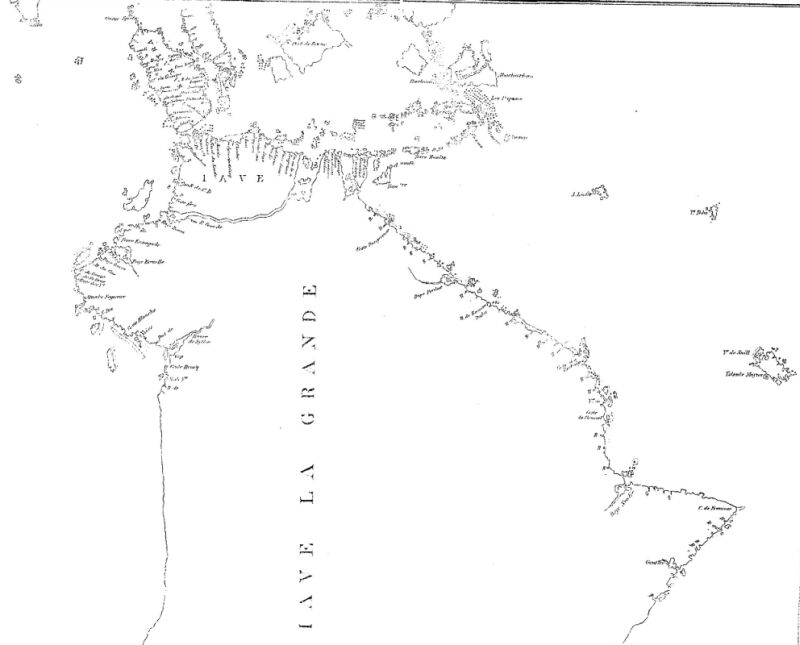
representación parcial de la Gran Java